# Verkstadsavtalet 1905
Verkstadsavtalet 1905 var det första egentliga riksavtalet på den svenska arbetsmarknaden och inledde serien av principiellt viktiga kompromissöverenskommelser såsom Decemberkompromissen 1906, Saltsjöbadsavtalet 1938, Industriavtalet 1997 och det nya huvudavtalet 2022.
Verkstadsavtalet träffades 1905 efter statlig medling och en fem månader lång storlockout som föregicks av strejker som successivt inletts vid olika verkstäder. Parterna som undertecknade avtalet var Verkstadsföreningen, Metallarbetareförbundet och LO. Genom Verkstadsavtalet beviljades arbetarna föreningsrätt och minimilöner. Det innehöll också regler om ackord och en förhandlingsordning.